# Deva D. Tirvengadum
Deva D. Tirvengadum (1950 ) es un botánico cingalés (de Sri Lanka), que se desempeña en el Museo Nacional de Historia Natural de Francia, en el Departamento de Sistemática y Evolución. Ha emprendido un estudio de las Rubiaceae-Gardeniae del sur de Asia y Ceilán.

## Algunas publicaciones
- deva d. Tirvengadum, elmar Robbrecht. 2008. Remarks on three Hypobathreae (Rubiaceae) from Rodrigues, Seychelles and Sri Lanka. Nordic Journal of Botany 5 ( 5 ): 455 - 461

- La abreviatura «Tirveng.» se emplea para indicar a Deva D. Tirvengadum como autoridad en la descripción y clasificación científica de los vegetales.[1]